# 富水镇
富水镇，是中华人民共和国陕西省商洛市商南县下辖的一个乡镇级行政单位。

## 行政区划
富水镇下辖以下地区：
富水街村、谢家店村、桑树村、黄土包村、沐河村、茶坊村、马家沟村、王家庄村、洋淇村、王家楼村、黑漆河村、赤地村、油坊岭村、湖田村、龙窝村和黄柏村。